# Xiao Hailiang
Dans ce nom chinois, le nom de famille, Xiao, précède le nom personnel.
Xiao Hailiang (né le 24 janvier 1977 à Wuhan dans la province du Hubei) est un plongeur chinois, champion olympique de plongeon synchronisé.

## Palmarès

### Jeux olympiques
- Jeux olympiques de 1996 à Atlanta (États-Unis) :
  -  Médaille d'or de haut-vol à 10 mètres.

- Jeux olympiques de 2000 à Sydney (Australie) :
  -  Médaille d'or du plongeon synchronisé à 3 mètres avec  Xiong Ni.
  - 4e du plongeon à 3 mètres.